# Тарасівка (заповідне урочище)
Тара́сівка — заповідне урочище в Україні. Розташоване на території Вигодської селищної громади Калуського району Івано-Франківської області, на південний захід від села Шевченкове.
Площа — 50,2 га, статус отриманий у 1996 році. Перебуває у віданні ДП «Вигодський лісгосп» (Шевченківське лісництво, квартал 1, виділи 1—14, 17).